# Berliet AX
Der Berliet AX, war ein nur als Chassis erhältliches PKW-Modell der Fahrzeugherstellers Berliet in Lyon aus dem Jahre 1913. Wegen seiner steuerlichen Einstufung wird es auch als Berliet 18HP bezeichnet.

## Geschichte und Technik
Das Fahrzeug erhielt seine allgemeine Betriebserlaubnis  durch den örtlich und sachlich zuständigen Inspecteur des Mines im Juni 1913. Wie lange das Fahrzeug gebaut wurde, ist den Akten nicht zu entnehmen.
Der Vierzylindermotor hatte eine Bohrung von 90 und einen Hub von 140 mm, also einen Hubraum von 3563 cm³. Die bei 1400/min. abgegebene effektive Leistung ist in den Quellen nicht angegeben.
Das Getriebe hatte vier Vorwärtsgänge und einen Rückwärtsgang. Der Antrieb erfolgte über eine Kardanwelle auf die Hinterachse.